# Miguel Collazo
Miguel Collazo escritor y artista plástico cubano (La Habana, 28 de octubre de 1936 - agosto de 1999). Uno de los primeros grandes exponentes de la ciencia ficción cubana, reconocido también por cultivar una literatura que rozó diversos matices como el horror, el costumbrismo, el realismo y la fantasía. 
Tiene una obra literaria escasa, original y de difícil clasificación. Debido a la gran cantidad de géneros y temas que cultivó, muchos de ellos híbridos (ciencia ficción humorística, simbolismo lírico, costumbrismo criollo) se le ha clasificado como un "raro" de la literatura cubana. Dejó un legado literario escaso, pero muy importante en la actualidad, que muchos siguen. 

## Biografía
Miguel Collazo estudió en la Escuela de Bellas Artes de San Alejandro (La Habana). Comenzó a participar en exposiciones colectivas desde 1956. Tuvo diversos trabajos: un taller de confecciones en la calle Muralla (La Habana Vieja), como dibujante textil, como guionista de programas de televisión... Tras cursar dramaturgia en el Teatro Nacional, escribió varias obras de teatro en estilo de farsa. Una de ellas, "La Boda", recibió mención en el Concurso Nacional de Teatro de 1963. Más tarde trabajó en la Dirección Nacional de Artes Plásticas del Consejo Nacional de Cultura. 
En 1966 publicó El libro fantástido de Oaj, una de las obras seminales de la ciencia ficción cubana. Considerado un clásico del género en Cuba, es un conjunto de cuentos que relatan la llegada de los habitantes de Saturno a La Habana. Es un libro en tono de sátira, con toques de horror. 
Dos años después, en 1968, publicó El viaje, una novela de ciencia ficción que se desarrolla en un planeta posapocalíptico. Más tarde, en 1973 apareció Onoloria, una noveleta de atmósfera medieval con un ambiente cercano a lo fantástico, sin llegar va serlo. 
Otros títulos suyos fueron El arco de Belén (1975), Estancias (1985), Estación central (1993), Dulces delirios (1996) y El hilo del ovillo (1998).
Se suicidó en La Habana, en 1999, clavándose una aguja en el corazón.

## Obras
- 1966: El libro fantástico de Oaj (cuentos)
- 1968: El viaje (novela)
- 1971: Onoloria (noveleta)
- 1975: El arco de Belén (cuentos)
- 1985: Estancias (cuentos)
- 1993: Estación central (cuentos)
- 1996: Dulces delirios (cuentos)
- 1998: El hilo del ovillo (novela)